# 2013 ND15
2013 ND15 est un astéroïde Aton potentiellement dangereux et le premier troyen de Vénus connu, découvert le 13 juillet 2013 par N. Primak, A. Schultz, T. Goggia et K. Chambers avec le Pan-STARRS 1 à l'observatoire du Haleakalā,,